# Tiefenbach
Tiefenbach je naselje občine Lesna dolina v okraju Šmohor na Koroškem v Avstriji.